# Тунмэнхой

Тунмэнхуэй

Тунмэнхой, или Тунмэнхуэй (кит. трад. 同盟會, упр. 同盟会, пиньинь Tóngménghuì, дословно — «Объединённый союз, Союзная лига») — китайская революционная организация, созданная Сунь Ятсеном в 1905 году в Японии на базе Синчжунхоя и других антиманьчжурских организаций.

## Общие сведения
В Тунмэнхой входили представители средней и мелкой городской буржуазии, китайских помещиков (выступавших против маньчжурского правительства), крестьянства. Программа Тунмэнхоя, в основе которой лежали выработанные Сунь Ятсеном принципы национализма, народовластия и народного благосостояния, включала следующие требования: свергнуть маньчжуров, восстановить суверенитет Китая, создать республику, осуществить уравнение прав на землю. Последнее требование трактовалось в духе утопических идей американского экономиста Г. Джорджа (фиксация цены на землю и передача дифференциальной ренты государству). Тунмэнхой являлся первой общекитайской буржуазно-революционной партией. Его отделения были созданы в каждой провинции Китая, а также во многих странах, где проживали китайские эмигранты.
Тунмэнхой подготовил и провел ряд вооруженных восстаний в Южном и Центральном Китае, являлся ведущей политической силой Синьхайской революции, в результате которой была свергнута маньчжурская монархия и провозглашена республика. После Учанского восстания правые элементы Тунмэнхоя стали склоняться к компромиссу с лидером китайской контрреволюции Юань Шикаем, отдав ему в конце концов власть. В феврале 1912 года, после отречения Цинской династии, Тунмэнхой принял новую программу, в которой лозунг «прав на землю» был заменен абстрактным требованием «государственного социализма». Программа также предусматривала введение всеобщего образования, уравнение в политических правах мужчин и женщин, требование равноправия Китая в области международных отношений. В августе 1912 года Тунмэнхой объединился с несколькими политическими организациями либеральной буржуазии, в результате чего возникла партия Гоминьдан.